# Ipomoea cordofana
Ipomoea cordofana är en vindeväxtart som beskrevs av Jacques Denys Denis Choisy. Ipomoea cordofana ingår i släktet praktvindor, och familjen vindeväxter. Inga underarter finns listade i Catalogue of Life.